# Etienne van Heerden
Etienne van Heerden (Johannesburg, 3 december 1954) is een Zuid-Afrikaanse schrijver. Van Heerden is ook hoofdredacteur van LitNet en Voertaal.

## Biografie
Zijn vader was een Afrikaanstalige schapenboer en zijn Engelstalige moeder gaf wiskundeles. Thuis werd Afrikaans gesproken. Na de dood van zijn vader verhuisde het gezin naar Stellenbosch, waar hij de middelbare school doorliep. Vervolgens studeerde hij rechten, Afrikaans en Nederlands aan de Universiteit van Stellenbosch en deed een masters Nederlands aan de Universiteit van Kaapstad. Etienne van Heerden werkte achtereenvolgens als advocaat, in de reclame wereld en als lector aan de Universiteit van Zululand in KwaZulu Natal en Rhodes-universiteit te Grahamstown. In 1997 promoveerde hij met een proefschrift over vertelstrategieën bij Abraham de Vries, een schrijver van korte verhalen. Op het ogenblik is hij verbonden aan de Universiteit van Kaapstad (UCT) waar hij o.a. cursussen creatief schrijven geeft en de stimulerende kracht was (en is) achter LitNet. Hij woont in Stellebosch.
Van Heerdens schrijverscarrière viel samen met de periode van Zuid-Afrika's apartheidspolitiek. Zowel in zijn persoonlijke leven als in zijn boeken nam hij krachtig afstand hiervan. Zo was hij een van de Afrikaanse schrijvers die aanwezig waren op de historische Victoria Falls Schrijvers Conferentie in 1989, waar de eerste toenadering plaatsvond tussen Zuid-Afrikaanse schrijvers die als balling in Europa woonden en die uit Zuid-Afrika.
Hij is een graag geziene gast in Europa en Amerika. Hij was in 2000 gastschrijver aan de Leidse universiteit en trad een aantal keren op tijdens het Winternachten Festival in Den Haag
Zijn debuut Matoli (1978) was het eerste Afrikaanstalige jeugdboek waarin rassenkwesties een rol speelden. De belangstelling voor de sociaal-politieke situatie in zijn land komt in bijna al zijn boeken naar voren, zoals o.a. in de verhalenbundel My Kubaan (1983) en het veelvuldig gelauwerde Toorberg(1986), dat in vele talen werd vertaald. Zijn Die stoetmeester(1993) is een van de eerste romans die zich afspeelt in het nieuwe Zuid-Afrika van na 1990.
Naast romans en korte verhalen publiceerde hij ook dichtbundels, waaronder Brekfis met vier, dat hij samen met Koos Kombuis (André le Roux du Toit), Peter Snyders en Daniel Hugo uitgaf. Ook op het gebied van de literaire kritiek is van zijn hand een aantal publicaties verschenen.

## Werken

### Romans
- Matoli (1978)
- Om te awol: ’n roman (1984)
- Toorberg (1986)
- Casspirs en campari's: 'n historiese entertainment (1991)
- Die stoetmeester (1993)
- Kikoejoe (1996). De figuur Tante Geert in dit boek is gebaseerd op Anna Petronella van Heerden, de eerste vrouwelijke arts in Zuid-Afrika.[1]
- Die swye van Mario Salviati: 'n roman (2000)
- In stede van die liefde (2005)
- Asbesmiddag (2007)
- 30 nagte in Amsterdam (2008)
- Klimtol (2013)
- Die wêreld van Charlie Oeng (2018)
- Die biblioteek aan die einde van die wêreld (2019)[2]
- A Library to Flee (Engelse vertaling van Die biblioteek aan die einde van die wêreld door Henrietta Rose-Innes) (2022)
- Gebeente (2023)

### Korte verhalen
- My Kubaan (1983)
- Liegfabriek (1988)
- Haai Karoo (2012)

### Poëzie
- Obiter dictum (1981)
- Brekfis met vier, samen met André le Roux du Toit, Daniel Hugo en Peter Snyders (1981)
- Die laaste kreef (1987)

### Cabaret
- Lied van die boeings: 'n kabaret (1998)

### Samensteller
- Miskien sal ek die wingerd prys: ryme en gedigte oor drank, samen met Daniel Hugo (1989),
- Die rooi roman: interaktiewe roman (1999)
- Die mooiste liefde is verby (1999)
- Briewe deur die lug: LitNet / Taalsekretariaat-skrywersberaad 2000 (2001)
- Die omstrede God (2003)

### Essays
- Trots op de nieuwe president (1994)
- Het komplot van de stilte (1994).
- Vanuit eigen werk: het opgetekende verleden (1995)
- Een landschap van talen (1995)
- Die stilte na die boek: kitsessays (2004)

### Literaire theorie
- Postmodernisme en prosa: vertelstrategieë in vyf verhale van Abraham H. de Vries (1997),

### Vertalingen in het Nederlands
- 1991  De betoverde berg  (vert. van Die toorberg)
- 1992  De witte aap (verhalen uit My Kubaan en Die Liegfabriek)
- 1995  De stoetmeester
- 1995  Die gas in rondawel Wilhelmina (Tekst in het Afrikaans en Nederlands)
- 1997  De dolle hond & Kikuyu
- 2002  Het zwijgen van Mario Salviati
- 2006  In de plaats van liefde
- 2011  30 Nachten in Amsterdam
- 2014  Klimtol

## Prijzen
- ATKV Prose Prize (2005) – In stede van die liefde
- ATKV Prose Prize (1994) – Die stoetmeester
- ATKV Prose Prize (1989) – Liegfabriek
- ATKV Prose Prize (1987) – Toorberg
- CNA Prize (1989) – Liegfabriek
- CNA Prize (1986) – Toorberg
- Eugène Marais Prize (1984) – My Kubaan
- Hertzog Prize for Prose (2010) – 30 Nagte in Amsterdam
- Hertzog Prize for Prose (1989) – Toorberg
- M-Net Prize for the Best Original Novel in Afrikaans (2009) – 30 Nagte in Amsterdam
- M-Net Prize for Prize (2008) – Asbesmiddag
- M-Net Prize for Prize (2001) – Die swye van Mario Salviati
- Rapport Prize for Prose (1992) – Casspirs en campari’s
- UJ Prize for the Best Creative Writing in Afrikaans (2009) – 30 Nagte in Amsterdam
- WA Hofmeyr Prize (2009) – 30 Nagte in Amsterdam
- WA Hofmeyr Prize (2006) – In stede van die liefde
- WA Hofmeyr Prize (2001) – Die swye van Mario Salviati
- WA Hofmeyr Prize (1987) – Toorberg

- Bibliothèque nationale de France: cb12170888h (data)
- Digitale Bibliotheek voor de Nederlandse Letteren: heer026
- Gemeinsame Normdatei: 113464231
- International Standard Name Identifier: 0000 0000 5815 8733
- Library of Congress Control Number: n88111752
- Nationale Bibliotheek van Letland: 000175797
- Nederlandse Thesaurus van Auteursnamen: 075223627
- Système universitaire de documentation: 030252733
- Virtual International Authority File: 32037769
- WorldCat: E39PBJpjhMP3jrTHmq6TfJ7vHC